# Rezerwat przyrody Jar Brynicy (województwo warmińsko-mazurskie)
Rezerwat przyrody „Jar Brynicy” (do 2014 roku „Jar Branicy”) – leśny rezerwat przyrody położony na terenie Górznieńsko-Lidzbarskiego Parku Krajobrazowego, w gminie Lidzbark, w powiecie działdowskim.

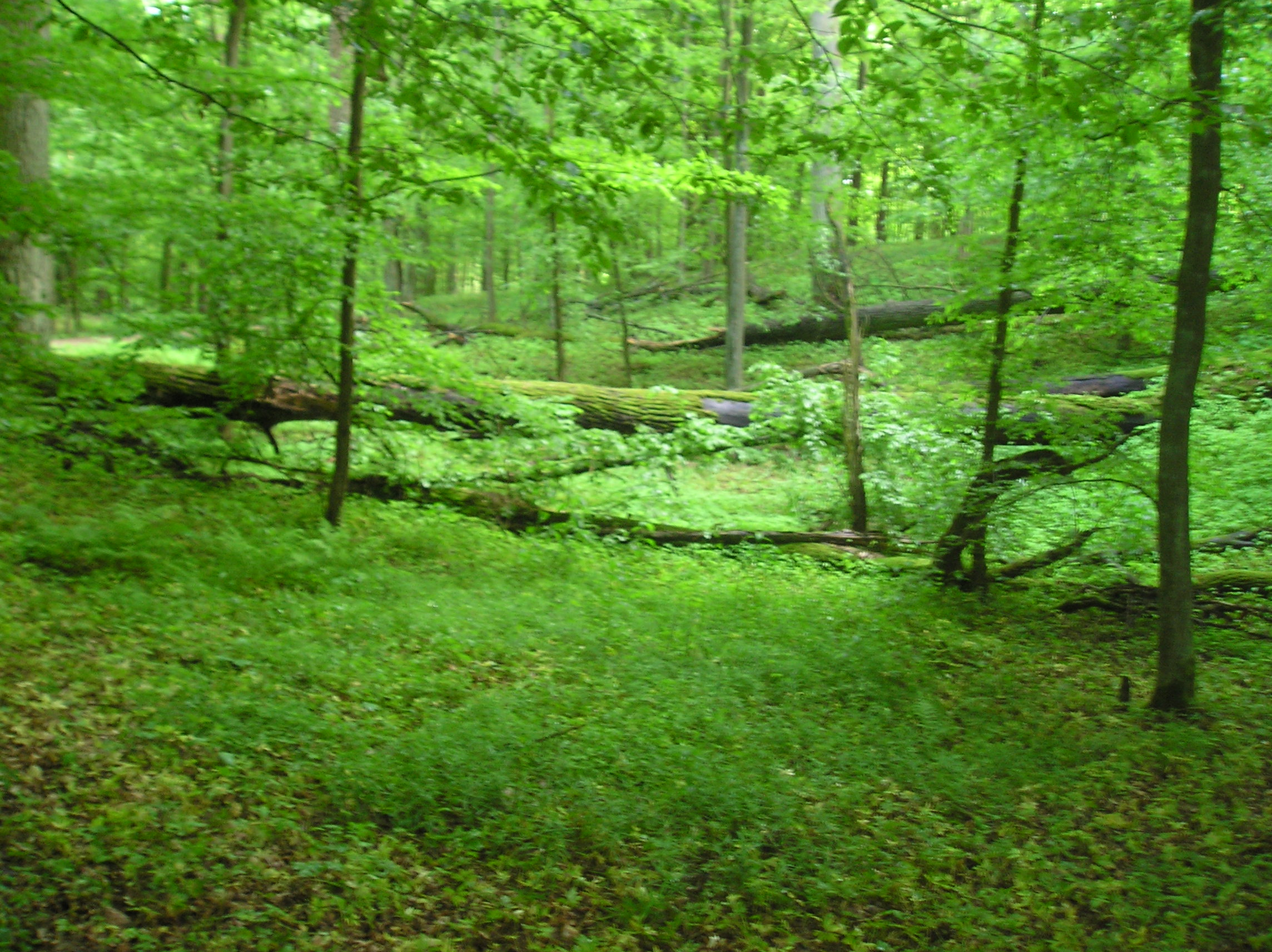

Rezerwat został uznany Zarządzeniem Ministra Leśnictwa z dnia 21 kwietnia 1955 r. (Monitor Polski Nr 40, poz. 396). Zajmuje powierzchnię 28,14 ha (akt powołujący podawał 26,07 ha). Przedmiotem ochrony jest las mieszany o cechach zespołu naturalnego ze zbiorowiskami lasu mieszanego (klonowo-lipowego grądu zboczowego i łęgu jesionowo-olszowego), porastającego strome zbocza jaru rzeki Brynicy i przylegającej wysoczyzny morenowej. Brynica na odcinku rezerwatu wcina się w utwory moreny czołowej, żłobiąc głęboki na 40–50 m jar o charakterze przełomu rzecznego. Wiek drzewostanu wynosi około 140–160 lat. Jest to miejsce lęgowe bociana czarnego, zimorodka i pluszcza.
Po drugiej stronie rzeki Brynicy, w województwie kujawsko-pomorskim w 2001 roku powołano rezerwat o tej samej nazwie (czasem zwany „Jarem Brynicy II”).